# エクスティンクション 地球奪還
『エクスティンクション 地球奪還』(原題：Extinction)はベン・ヤング監督、スペンサー・コーエン、エリック・ヘイサラー、ブラッド・ケイン脚本の2018年のアメリカ合衆国のSFスリラー映画である。2018年7月27日にNetflixで配信開始された。のちに、他の配信サービスやDVD, Blu-rayでも提供される予定である。

## あらすじ
エンジニアのピーターは異質な敵に人々が襲われて惨殺される悪夢を繰り返し見る。悪夢は家族にも悪影響を与え始め、妻のアリスは医者に診てもらうよう求める。仕事でもミスを犯し、上司のデヴィッドから病院を紹介される。職場で悪夢を見て意識を失い、家族との約束をすっぽかす。病院に行ったピーターは、同じ悪夢を見た男に会って悪夢は真実であると聞かされる。ピーターは医者に会わずに帰宅し、途中で望遠鏡を買う。
高層アパートの自宅で、アリスは自分の昇進祝いのパーティーを開いている。ピーターは幻視にとりつかれて客を無視し、望遠鏡で空を眺める。夫婦の友人であるレイはピーターを心配する。突然、悪夢の通りに一群の宇宙船が街を攻撃し、ピーターのアパートも被害を受ける。ピーターとアリスの娘のハンナ、レイと妻のサマンサの娘のミーガンが見当たらず、ピーターとレイはエレベーターから二人を救出する。宇宙服を着た異星人の地上部隊がアパートを攻撃して人々を殺す。二つの家族は別れる。
ピーターとアリスは娘のハンナとルーシーをクローゼットに隠し、アパートのドアにバリケードを築く。ルーシーはぬいぐるみを残してきたことに気づき、クローゼットを出てテーブルの下に隠れる。昆虫のような外見の異星人が壁を破って侵入し、ルーシーを調べる。ピーターが異星人に襲いかかってライフルを奪うが発砲できず、アリスが異星人を殴り倒す。一家は屋上でレイの一家に再会し、全員で窓掃除のリフトで降りようとする。だが途中でリフトは壊れ、彼らは再びビル内に逃げる。
ピーターは異星人の銃の生体認証安全装置を解除する。幻視の記憶から自分の働く工場が安全な場所であることを思い出す。アリスはトンネルで向かうことを主張する。宇宙船の攻撃で、レイ、サマンサ、ミーガンは死ぬ。ピーターは銃で異星人を倒し、一家はトンネルに入るが、アリスは重傷を負う。
ピーターのアパートでは異星人が息を吹き返し、奪われた銃を追跡する。ピーターは戦って異星人を倒すが、アリスは倒れる。異星人はヘルメットを取り、人間の顔を見せる。ピーターは彼に強制してアリスを運ばせて工場に着き、デヴィッドに率いられるレジスタンスのグループに会い、何年も侵略に備えてきたと聞かされる。医療兵はアリスを救えないというが、捕虜となっていた異星人が自分ならアリスを救えると訴える。ピーターはデヴィッドに、娘たちを避難させるよう求め、自分は異星人と残って妻を救おうとする。
異星人はアリスの体を切開して人造人間であることを見せ、ピーターらも同様だと言い、補助動力源が必要だと訴える。ピーターは自分の体を切開して動力源をむき出しにし、異星人がアリスに接続して救命する。
ピーターは過去の記憶を見る。自分たち人造人間が進歩するにつれ、人間たちによる反対運動がおこる。人間たちは暴力で人造人間を襲うが、人造人間は逆襲し、人間たちは逃げて地球を離れる。ピーターとアリスは人間の両親に育てられていたハンナとルーシーを見つける。一家を含むほとんどの人造人間たちは、良心の呵責と恐怖を忘れるために記憶を選択的に消すことを選ぶ。ピーターが未来の幻視だと思っていたのは抑圧された過去の記憶であることがわかる。
現在、アリスは回復し、異星人はマイルズと名乗り、人間は長く火星に住んでいるという。マイルズは、人造人間が怪物であると聞かされて育ったと言い、人造人間であろうが子供たちを殺すことには耐えられないと告白する。
今や人間であるとわかった異星人たちは工場に侵入し、ピーターとアリスはマイルズと別れて娘たちを探しに地下へ行く。工場の地下駅から避難列車が一家を乗せて出発する。デヴィッドは、自分を含む少数の人造人間が記憶を修正せず、人間の侵略に備えていたという。ピーターはマイルズのことを思い出し、いつの日か平和が達成できるのではないかと思う。

## キャスト
※括弧内は日本語吹き替え。（Netflixで配信）
- マイケル・ペーニャ : ピーター（遠藤純一）
- リジー・キャプラン : アリス: ピーターの妻（山根舞）
- マイク・コルター : デヴィッド : ピーターの上司（竹田雅則）
- アメリア・クラウチ :ハンナ : ピーターとアリスの娘（石田さくら）
- エリカ・トレンブレイ : ルーシー : ピーターとアリスの娘（須藤風花）
- イズラエル・ブルサード : マイルズ : 人間の兵士（小川ゲン）
- レックス・シュラプネル : レイ : サマンサの夫、ピーターとアリスの友人（滝知史）
- エマ・ブース : サマンサ : レイの妻、ピーターとアリスの友人（宮島依里）
- リリー・アスペル : ミーガン : レイとサマンサの娘（井上ほの花）
- マイケル・アブサロム : フィル（細貝光司）
- トム・ライリー : クリス（吉田健司）
- コメンテーター女（松岡依都美）
- コメンテーター男（松山鷹志）
- 女医（山賀晴代）
- ハーマン（小見川千明）
- アナウンス女（内海安希子）
- 女性社員(1)（中村綾）
- 人間女性社員（アナンド雪）
- 救護員（酒元信行）
- 男性音声（樋山雄作）
- ガードマン(2)（清水優譲）

日本語版スタッフ：演出：藤本直樹、翻訳：遠藤美紀、制作：ACクリエイト

## 製作
本作の脚本は2013年のブラックリスト入りを果たしていた。2014年1月、ジョー・ジョンストンが本作の監督に起用された。2016年9月、ジェームズ・マカヴォイが本作の出演交渉に臨んでいると報じられた。10月、降板することになったジョンストンの後任として、ベン・ヤングが監督に起用されるとの報道があった。
2017年1月、マカヴォイが降板することになり、その代役としてマイケル・ペーニャが起用されることになったと報じられた。2月、ユニバーサル・ピクチャーズが本作の全世界配給権を購入したと発表した。3月、リジー・カプランとイズラエル・ブルサードの出演が決まった。4月、マイク・コルターとレックス・シュラプネルがキャスト入りした。5月、エマ・ブースが本作に出演することになったと報じられた。

## 公開
ユニバーサル・ピクチャーズは本作を2018年1月26日に全米公開する予定だったが、後に公開スケジュールから引き上げた。2018年2月、Netflixが本作の配信権をユニバーサル・ピクチャーズから買い取ったと報じられた。

## 評価
本作に対する批評家の評価は芳しいものではない。映画批評集積サイトのRotten Tomatoesには5件のレビューがあり、批評家支持率は0%、平均点は10点満点で3.4点となっている。また、Metacriticには4件のレビューがあり、加重平均値は29/100となっている。
『ガーディアン』のジャック・ネヴィンスは本作に5つ星評価で星2つを与え、「映画館の大スクリーンで鑑賞できなくなった結果、本作の欠点はより浮き彫りになり、良い面は弱くなった」と評している。